# William Eden, 1. Baron Auckland

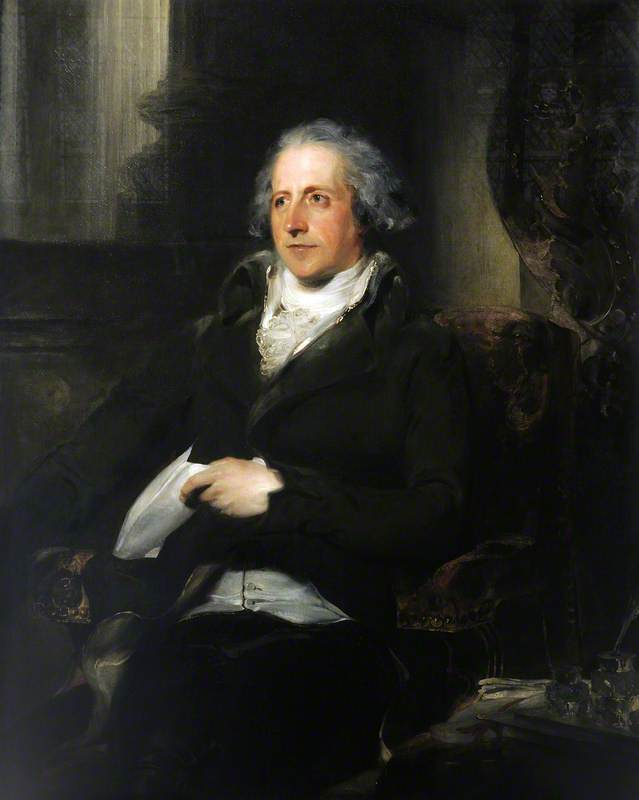
William Eden, 1. Baron Auckland

William Eden, 1. Baron Auckland (* 1745; † 28. Mai 1814 in London) war britischer Adliger und Diplomat.

## Leben
William Eden war ein Sohn von Sir Robert Eden, 3. Baronet, und ein Bruder von Sir Robert Eden, 1. Baronet, dem letzten britischen Gouverneur der Province of Maryland. William Eden besuchte das Eton College und studierte Jura am Christ Church College der Universität Oxford. Nach Abschluss des Studiums wurde er 1768 am Middle Temple als Barrister zugelassen. 1774 wurde Eden ins britische Unterhaus gewählt. Unter William Pitt dem Älteren wurde er 1776 Lord im Board of Trade, er verhandelte 1778 mit den amerikanischen Kolonien vergeblich wegen eines Friedens im Amerikanischen Unabhängigkeitskrieg. Später nahm Eden als Parlamentsmitglied bedeutenden Anteil an der Reform der Strafgesetze, des Polizei- und des Gefängniswesens.
Er wurde 1780 Chief Secretary for Ireland und 1785 Gesandter am französischen Hof. In dieser Funktion schloss er 1786 einen Handelsvertrag ab, wurde dann 1788 Gesandter in Mailand und 1789–92 Bevollmächtigter bei den Generalstaaten der Niederlande. Eden hatte dort großen Einfluss auf die Maßregeln, welche die verbündeten Mächte gegen Frankreich ergriffen.
1789 wurde er in der Peerage of Ireland zum Baron Auckland erhoben und dadurch bis zu dessen Auflösung durch den Act of Union 1800 Mitglied des Irish House of Lords. 1793 wurde er nochmals, diesmal in der Peerage of Great Britain zum Baron Auckland erhoben und rückte dadurch vom britischen House of Commons auch ins britische House of Lords auf. Eden verteidigte 1794 die von Premierminister William Wyndham Grenville, 1. Baron Grenville, vorgeschlagene Anwerbung von Emigrierten in einer Broschüre, im folgenden Jahr die Expedition von Quiberon und 1796 den ungeheuren Aufwand Großbritanniens im Krieg gegen Frankreich. Von 1798 bis 1801 war Eden Generalpostmeister. Seine zahlreichen Schriften über soziale, politische und kommerzielle Fragen zeigen ehrenwerte Gesinnungen und gründliche Kenntnisse.
Sein jüngerer Sohn Robert John Eden veröffentlichte einen Teil seiner Schriftwechsel aus der Zeit von 1772 bis 1814 (The journal and correspondence of William, Lord Auckland. London 1860–1862, 4 Bände).